# Vadim Brovtsev
Vadim Vladimirovitch Brovtsev (en russe : Вадим Владимирович Бровцев ; en ossète : Вадим Владимиры фырт Бровцев ; en géorgien : ვადიმ ბროვცევი), né le 26 juillet 1969 à Tcheliabinsk-65 (RSFS de Russie) et mort le 14 novembre 2024, est un entrepreneur et homme politique russe et sud-ossète.
Il débute comme conseiller municipal d'Oziorsk en Russie (1996-2005), Premier ministre de la république séparatiste et non reconnue d'Ossétie du Sud (2009-2012) puis président par intérim de celle-ci (2011-2012). Souvent soupçonné dans des affaires de corruption, il atteint le pouvoir en Ossétie du Sud après y avoir été envoyé par la Russie, pour l'administrer, un an après la reconnaissance de la république par le Kremlin.

## Biographie

### Premières années
Vadim Vladimirovitch Brovtsev est né le 26 juillet 1969 dans la ville secrète de Tcheliabinsk-65, l'un des centres du programme nucléaire soviétique en RSFS de Russie. Il grandit dans une famille influente : son grand-père Sergueï est un pilote durant la Seconde Guerre mondiale et un héros de l'Union soviétique, tandis que son père, Vladimir Sergueïevitch Brovtsev, est un technocrate haut-placé de l'URSS. Ce dernier est chargé du Combinat des Services ménagers, l'agence publique responsable de distribuer le logement parmi la population de Tcheliabinsk et à la suite de la chute de l'URSS en 1991, il se lance dans la vague de privatisation russe et accapare de nombreux bâtiments résidentiels, se construisant une fortune considérable durant une période de chaos pour la Russie.
Vadim Vladimirovitch passe sa jeunesse dans des écoles spécialisées pour recevoir une éducation technique, avant de s'engager dans son service militaire, durant lequel il sert dans les Forces des fusées stratégiques de l'Union soviétique. Son histoire devient par la suite floue : sa biographie officielle l'annonce diplômé d'économie et de planification des fournitures matérielles et techniques à l'Institut d'Économie nationale de Sverdlovsk, avant de recevoir un diplôme d'administration publique à l'Institut d'Innovation professionnelle de Moscou ; toutefois, son opposition l'accuse en 2005 d'avoir falsifié ses diplômes, menant possiblement à sa défaite électorale la même année selon certains analystes politiques. En 2009, quand il sert comme Premier ministre d'Ossétie du Sud, il est enregistré in absentia comme étudiant à l'École supérieure de privatisation et d'entrepreneuriat de Moscou et à l'École russe de gestion.

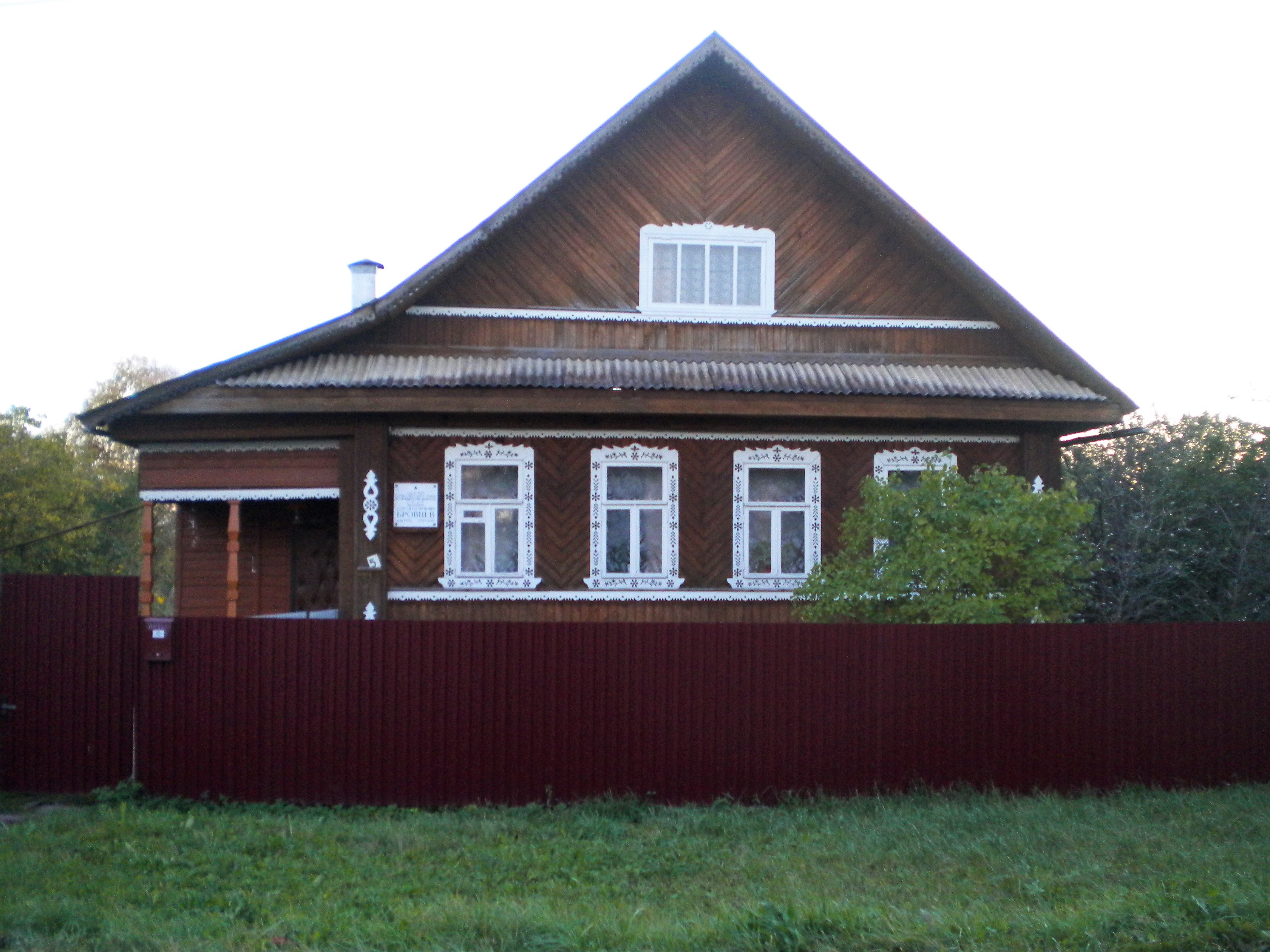
Maison du grand-père de Brovtsev, Sergueï.

Brovtsev commence sa carrière en vendant des mandarines à Tcheliabinsk-65. À la chute de l'Union soviétique, suivie par l'enrichissement de sa famille lors de la vague de privatisations de Boris Eltsine, il s'engage rapidement dans le secteur privé. Il fonde en 1990 sa première compagnie, Vermikulit, qui reçoit de petits contrats de constructions et de réparations de routes. En 1994, Vadim Vladimirovitch est mis en tête d'UralAZ, une entreprise privatisée de construction de camions, qu'il quitte après son entrée en politique deux ans plus tard.
En 1995, la police fiscale lance une enquête sur la famille Brovtsev, découvrant de nombreuses richesses non dévoilées. Une série de compagnies appartenant aux Brovtsev sont alors fermées, mais Vadim continue son chemin dans l'entreprise de construction. En 1996, il devient un partenaire auprès d'Uralgrafit CJSC et commence à vendre de la vermiculite, avant de fonder AOZT Vermikulit avec un certain Kojine. Vadim Vladimirovitch est alors impliqué pour construction sans permis et pour vol et fraude contre Uralgrafit, ce qui le mène à une peine de 3 ans de prison avec sursis. Cela ne l'empêche toutefois pas d'acheter une usine de béton armé à Novogorni, un village de Tcheliabinsk.
Brovtsev reste un large critique de la police fiscale russe à travers sa carrière, alléguant que la force policière ne fait qu'étouffer l'entrepreneuriat russe, et applaudit la transformation de l'agence par Vladimir Poutine en 2003.

### Politique russe
En 1996, Vadim Brovtsev se lance dans une carrière politique locale, deux ans après l'institution d'élections locales en Russie. Le 22 décembre, il est élu en tant que candidat sans étiquette au Conseil municipal des Députés de la ville d'Oziorsk, l'ancien Tcheliabinsk-65 et participe ainsi à la formation du gouvernement local. Il représente alors la 10e circonscription d'Oziorsk, incluant les villages de Sadovie, Novo-Gourievskaïa et Zaporojie et devient président de la Commission municipale d'Architecture et de l'Aménagement urbain, position cruciale dans les décisions de projets de constructions publiques.
Brovtsev devient proche du maire controversé d'Oziorsk Sergueï Tchernichev, lui permettant, selon l'agence russe de presse Kommersant, de sécuriser de nombreux contrats publics pour sa compagnie Vermikulit. Selon un député municipal anonyme servant aux côtés de Brovtsev, Vermikulit remporte bientôt une majorité des annonces d'offre pour réparations des routes et d'autres petits projets municipaux. En 1998, Vermikulit obtient le contrat pour construire une berge sur le lac Bolchaïa Nanega d'Oziorsk comme un projet de refonte, au lieu de projet de construction d'immobilisations (le statut légal requis pour une nouvelle construction), autorisant la compagnie de Brovtsev à augmenter ses taux par 45 % après avoir remporté le contrat.

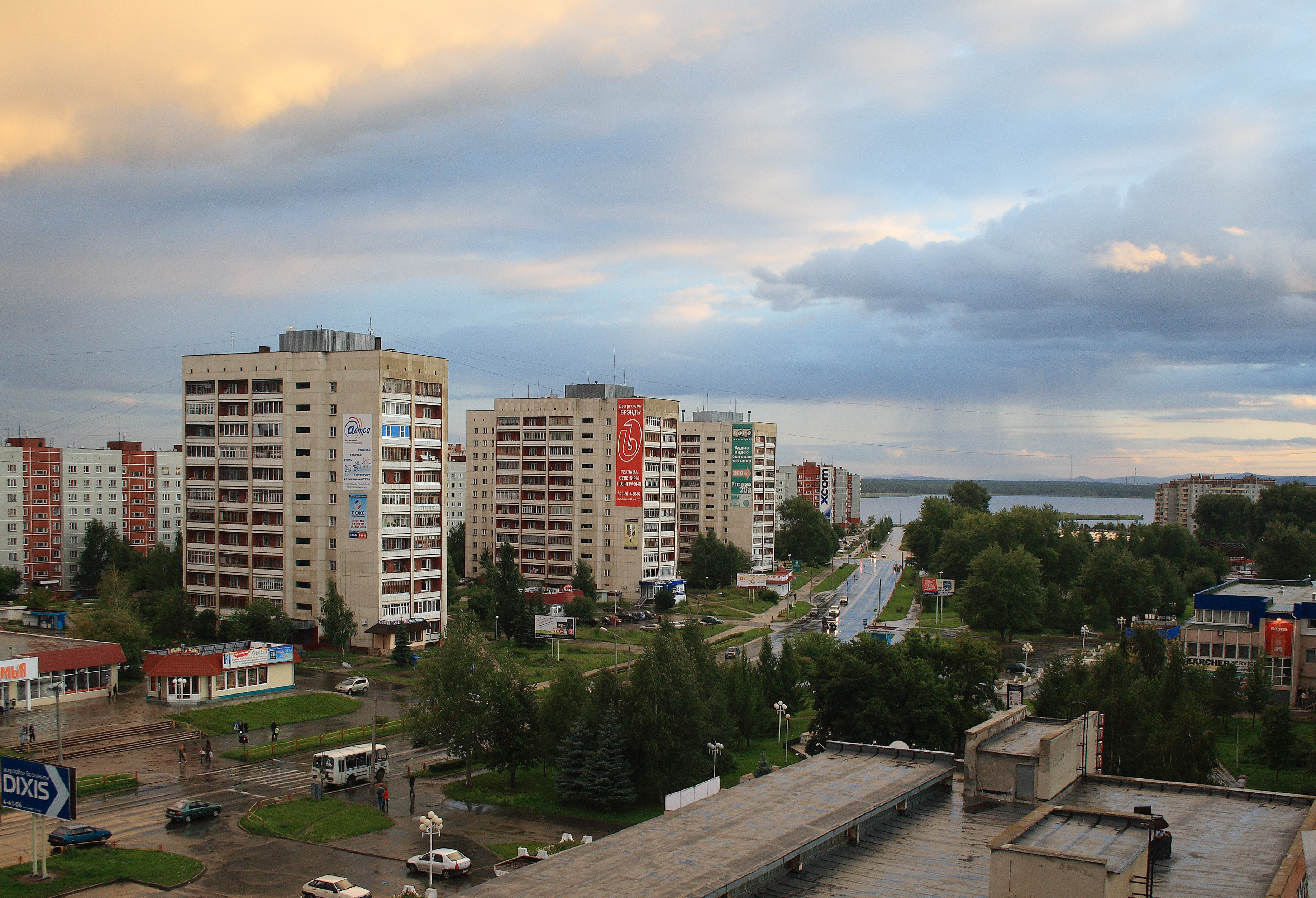
Brovtsev vient de la ville russe d'Oziorsk.

Le scandale de la berge mène à une enquête législative par le Conseil des Députés d'Oziorsk et Vladimir Malkov, qui succède comme maire à Sergueï Tchernichev, accuse l'administration de corruption. En 2000, Vermikulit reçoit 24 millions de roubles pour le projet, un prix estimé près de 8 millions de roubles en surplus. Le Procureur général de la région refuse de diligenter une enquête judiciaire sur le cas. Dans un autre cas, Vermikulit gagne le contrat pour construire un bâtiment résidentiel sur la Rue Montajnikov d'Oziorsk, mais refuse de payer 1 million de roubles à deux de ses sous-traitants, A-Etaj et MSU-71 : ces deux dénoncent Vermikulit mais le Procureur général refuse à nouveau d'enquêter sur les agissements de Brovtsev.
Brovtsev tente de s'engager dans la politique régionale, mais n'obtient que 13,9 % des votes dans l'élection de la 23e circonscription de l'Assemblée régionale de Tcheliabinsk en 2000, à la suite d'un scandale lié à la falsification de ses diplômes. Il est néanmoins réélu le 24 décembre 2000 à Oziorsk, durant des élections considérées comme un large conflit entre syndicats et entreprises. Quelque temps après sa réélection, Brovtsev vient au secours d'un voisin âgé lors d'un incendie.
Il est possible que Brovtsev se constitue un large réseau de figures politiques et d'hommes d'affaires durant cette période. C'est justement lors de la tenure de Brovtsev à Oziorsk que Viktor Bassarguine sert comme envoyé présidentiel au district fédéral de l'Oural, Roman Panov comme vice-gouverneur de Tcheliabinsk et Evgueni Rogoza comme président de la compagnie Monolit. Ces trois serviront plus tard comme chefs du ministère russe du Développement régional, l'organe de Moscou chargé d'administrer l'aide financière à l'Ossétie du Sud quand Brovtsev y sert comme Premier ministre. Ces liens deviennent le sujet de nombreux scandales à Tskhinvali par la suite.
À Oziorsk, Brovtsev devient largement le symbole du conflit entre les intérêts spéciaux des grandes compagnies et les activistes qui se battent contre la corruption. En décembre 2004, l'Assemblée législative de Tcheliabinsk annule les élections municipales d'Oziorsk, menant à la démission d'une douzaine de députés locaux qui contestent la décision. Tcheliabinsk remet les élections au 20 mars 2005 et Brovtsev devient candidat, après avoir subi une négation du droit de se présenter aux élections législatives régionales pour avoir falsifié ses diplômes.
Aux élections municipales, Brovtsev arrive en tête des quatre candidats avec 24,04 % des voix, mais arrive derrière les 484 votes blancs, obligeant une nouvelle éléction trois mois plus tard. Le 26 juin 2005, Brovtsev est à nouveau candidat, mais perd contre Timofei Fourajev, mettant un terme à sa carrière politique en Russie.

### Secteur privé

Brovtsev tente en vain de se présenter aux élections législatives de Tcheliabinsk en 2000 et 2005.

À la suite de sa défaite électorale, Vadim Brovtsev quitte Oziorsk pour vivre à Sotchi, tandis que Vermikulit est temporairement fermé, avant d'être de nouveau enregistré par une personne inconnue à Oufa, en Bachkirie. Bientôt, une série de compagnies sont ouvertes sous le nom de Vermikulit, dont une firme de comptabilité basée à Moscou et chacune liée à Brovtsev. Ce dernier regagne sa position en devenant président du conseil d'administration de la nouvelle Vermikulit CJSC et retourne dans l'entreprise de construction, s'occupant d'immobilier commercial et résidentiel.
À Sotchi, Vadim Vladimirovitch devient à nouveau le sujet d'un scandale quand il fait construire un immeuble de grande hauteur dans une ville à règles de zonage strictes qui n'autorisent que des bâtiments de faible hauteur. Ce cas mène à des accusations de corruption contre le maire de Sotchi Viktor Kolodiajni. Ce dernier quitte sa position de maire en 2008 après être nommé comme président de la compagnie publique Olympstroï, chargé de construire les facilités pour les Jeux olympiques d'hiver de 2014 de Sotchi.
Selon Brovtsev, il est lui-même partenaire d'Olympstroï et participe à la construction de l'infrastructure olympique après avoir remporté une offre concurrentielle. Toutefois, Olympstroï nie cette information en 2009, disant au journal Kommersant que la compagnie a découvert la participation de Brovtsev après la publication de sa biographie officielle par les agences de presse à la suite de sa nomination comme Premier ministre d'Ossétie du Sud. Selon la compagnie, il est possible que Brovtsev n'ait servi que comme sous-traitant d'une large compagnie de construction impliquée avec Olympstroï.
Vadim Brovtsev vit principalement à Sotchi jusqu'en 2009.

### Premier ministre d'Ossétie du Sud

#### Nomination

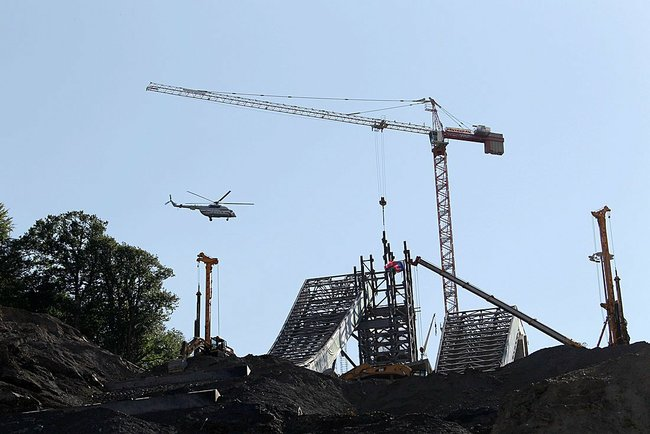
À Sotchi, Brovtsev s'implique dans la construction des facilités des Jeux olympiques d'hiver de 2014.

En Ossétie du Sud, Aslanbek Boulatsev est Premier ministre depuis octobre 2008, nommé peu de temps après la Deuxième guerre d'Ossétie du Sud dans un effort de reconstruire la république séparatiste à la suite du conflit qui oppose la Géorgie et la Russie en août 2008. Toutefois, Boulatsev, un fonctionnaire russe probablement nommé à l'insistance de Moscou, est rapidement écarté par le président autoritaire Edouard Kokoïty, officiellement pour des raisons de santé. Selon certains, la mise à l'écart de Boulatsev est organisée depuis la Russie par des intérêts financiers non-identifiés qui cherchent à disposer d'un monopole sur l'importante source de contrats pour la reconstruction de l'Ossétie du Sud. Quand Boulatsev quitte Tskhinvali pour retourner en Russie en plein mandat, Brovtsev est lui-même suspecté d'avoir organisé une tentative d'assassinat sur le Premier ministre.
Kokoïty centralise son pouvoir rapidement après le départ des forces géorgiennes et de Boulatsev. Le 31 mai 2009, des élections parlementaires, condamnées par Tbilissi et l'OTAN comme illégitimes, éliminent toute opposition au dirigeant sud-ossète. En juillet, le président russe Dmitri Medvedev visite Tskhinvali et rencontre Kokoïty lors d'un entretien durant lequel, selon l'agence de presse Radio Free Europe/Radio Liberty, Medvedev réclame la nomination d'un Russe comme Premier ministre pour la poursuite de l'aide financière de Moscou. Le 22 juillet, Viktor Bassarguine, ancien allié de Brovtsev et désormais ministre russe du Développement régional, annonce une aide de 20 milliards de roubles à l'Ossétie du Sud, suivie par la démission officielle de Boulatsev le 3 août. L'opposition sud-ossète accuse Kokoïty de rejeter sur Boulatsev la faute des lenteurs de la reconstruction.
Selon la presse russe, Kokoïty demande à Moscou l'envoi de Nicolas Kochmane, président de l'Association des constructeurs de Russie et responsable de la reconstruction de la Tchétchénie. Tandis que le Kremlin s'accorde d'abord à ce choix, selon l'entrepreneur ossète Albert Djoussoev, Vadim Brovtsev devient le choix inattendu comme Premier ministre. Il est possible que Bassarguine et les intérêts financiers de Tcheliabinsk qui sont en tête du ministère du Développement régional de Russie (en) et représentés par le vice-ministre Roman Panov interviennent en faveur de Brovtsev, à la surprise de nombreux, dont certains membres du Parlement d'Ossétie du Sud et de la presse sud-ossète. Officiellement, Moscou nie avoir envoyé Brovtsev à Tskhinvali pour surveiller l'administration des fonds russes, mais Guennadi Goudkov, vice-président de la faction Russie juste de la Douma, applaudit la nomination de Brovtsev, en disant que « Moscou ne veut plus faire confiance aux dépenses de ses injections financières considérables au personnel local ». Kokoïty déclare lui-même avoir demandé à Moscou l'envoi d'un homme d'affaires pour superviser la reconstruction de l'Ossétie du Sud.

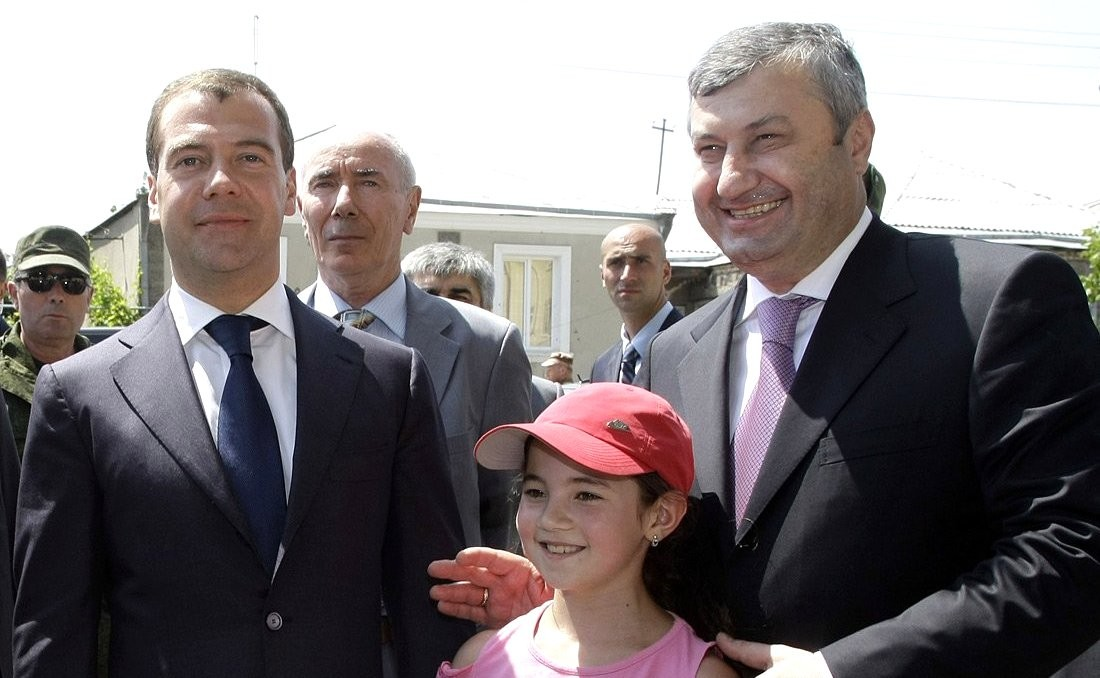
Brovtsev est nommé après la visite de Medvedev en Ossétie du Sud.

Le 5 août 2009, Edouard Kokoïty nomme Vadim Brovtsev comme Premier ministre de l'Ossétie du Sud. Le même jour, il est confirmé par le parlement dans un vote secret qui résulte en 24 votes en faveur et 3 contre lors de la 8e rencontre de la première session législative. Il devient le troisième chef de gouvernement sud-ossète venant de Russie d'affilée. Kokoïty, dans son adresse au Parlement, dit de Brovtsev qu'il est « un professionnel sérieux et un constructeur, tolérant et bon organisateur. C'est un homme de principes et il n'est pas un lâche ».
La nomination est rapidement applaudie par la Russie. Le ministère russe des Affaires étrangères salue la décision de Kokoïty, tout en niant son implication dans la nomination. La chambre d'Audit de Russie (en) et le Parti communiste russe applaudissent à leur tour l'ascension de Brovtsev. Andreï Kossilov, premier adjoint au gouverneur de Tcheliabinsk, félicite Brovtsev et décrit la nomination comme « une étape positive pour lancer l'Oural du Sud au devant de la politique russe ».
La nomination de Brovtsev est aussi largement critiquée. Albert Djoussoev décrit le nouveau Premier ministre comme « une expérience sur l'organisme malade de l'Ossétie du Sud ». Il prédit aussi un conflit imminent entre le président et son chef de cabinet au sujet des contrats publics de reconstruction, une peur partagée par le Conseil de coordination des organisations politiques et sociales d'Ossétie du Sud. Vissarion Asseev, un expert politique d'Ossétie du Nord, parle du changement gouvernemental comme étant sans importance, citant le pouvoir concentré de Kokoïty. D'autres doutent de la capacité de Brovtsev de préparer la population locale avant l'hiver 2009-2010.
La tâche de Vadim Brovtsev est considérée comme étant difficile : le processus de reconstruction est lent, corrompu et obscur et la Russie a peu de confiance envers le gouvernement ossète. Le nouveau Premier ministre se voit confier la mission de superviser la reconstruction de manière efficace, tandis que la Russie annonce l'appropriation de toute facilité construite par les donations russes. Kokoïty installe Brovtsev comme président du Présidium du gouvernement, une responsabilité traditionnellement offerte au Premier ministre mais sous les mains de Kokoïty depuis Boulatsev, et lui ordonne de former un nouveau gouvernement.

#### Nouveau gouvernement

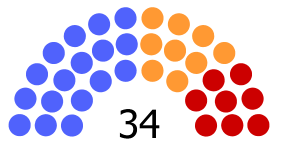
Le parlement non-reconnu d'Ossétie du Sud l'approuve comme Premier ministre avec 24 votes en faveur.

Vadim Brovtsev arrive à Tskhinvali avec près de 40 associés venant de Tcheliabinsk. Cette équipe, qui a la mission de réformer l'économie sud-ossète, est approuvée par Roman Panov, le vice-ministre russe du Développement régional venant lui-même de Tcheliabinsk, et inclut Alexandre Jmaïlo, administrateur d'Oziorsk, l'entrepreneur Ismahil Karimov, l'ingénieur Alexandre Zelig et Irina Sitnik, ancienne directrice financière de l'Institut bancaire de Moscou. L'opposition critique rapidement la nouvelle administration pour tenter de concentrer les pouvoirs économiques au sein du gouvernement sud-ossète dans les mains d'un « clan de Tcheliabinsk ».
Le 25 août 2009, Brovtsev réorganise le cabinet des ministres, qui est critiqué par Edouard Kokoïty comme origine des lenteurs bureaucratiques de la reconstruction d'après-guerre. De 18 ministères, il ne garde que dix positions et augmente les pouvoirs de certaines agences clés, mises sous le contrôle de ses alliés. Les ministères du Transport et des Routes, de la Communication et de l'Information, des Ressources naturelles et de l'Écologie, de l'Agriculture et de l'Alimentation, de la Propriété publique, de l'Industrie et du Commerce et de la Presse et de la Communication sont intégrés au sein du ministère du Développement économique. Ce puissant ministère, confié à Jmaïlo, reçoit également le pouvoir de réglementer les prix et les tarifs d'importation, les règles de licence, le travail et les lois anti-monopole et reçoit le contrôle sur les statistiques nationales, la supervision de la construction nationale, la certification et la standardisation.
La Trésorerie nationale est annexée au ministère des Finances et Brovtsev nomme Irina Sitnik comme ministre. Alexandre Zelig est nommé vice-premier ministre dans une décision sujette à controverse, quand il s'avère que le décret limogeant son prédécesseur n'est jamais signé. Ismagil Karimov est quant à lui nommé responsable de l'Entreprise unitaire d'État, l'un des principaux organes dédiés à la reconstruction de l'Ossétie du Sud. Guennadi Kokoev, proche de Kokoïty et membre du Parlement, critique la logique d'intégrer les services de presse au sein du ministère du Développement économique, tout en questionnant l'existence du Comité d'État pour la Reconstruction. L'Institut international d'Études stratégiques de Russie décrit la réforme comme inutile, notant le manque de libéralisme au sein de la politique économique sud-ossète. Une majorité des résidents d'Ossétie du Sud étant embauchée dans le secteur public, la presse locale note le haut taux de licenciements collectifs, malgré les promesses de Brovtsev.

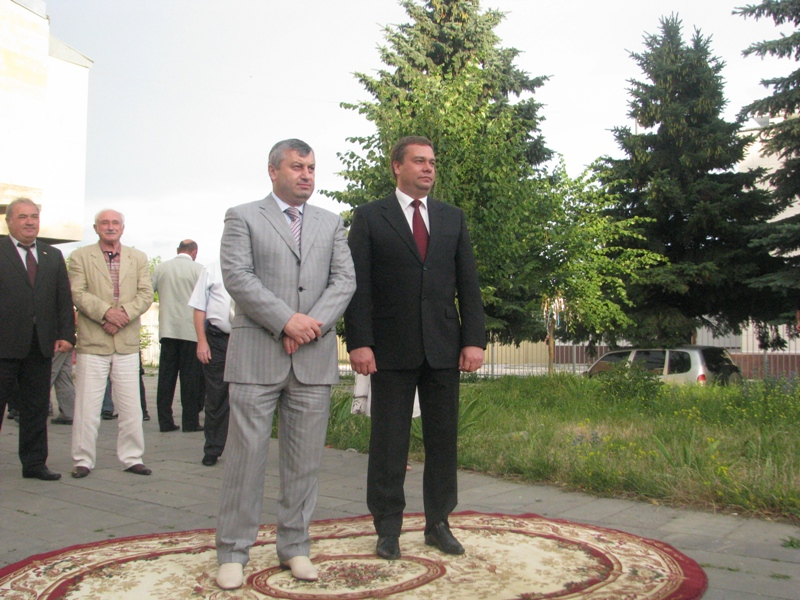
Kokoïty et Brovtsev

Le gouvernement de Brovtsev et Moscou forment le Directoire du Sud pour la mise en œuvre des programmes et projets pour agir comme client dans les projets de reconstruction financés par la Russie. Sergueï Agueev, un entrepreneur de Tcheliabinsk, et Pavel Begueba, ancien chef d'une compagnie d'exploitation de platine basée à Tcheliabinsk, sont nommés responsables du Directoire. Bientôt, la majorité des contrats publics financés par le Directoire sont offerts à des entreprises venant de l'Oural, ce qui sera critiqué par le président Leonid Tibilov après le départ de Brovtsev. Le Premier ministre tente en vain d'abolir la police fiscale.
Afin de répondre au manque de bureaucrates compétents dans le secteur public, Brovtsev ordonne en septembre 2009 le remplacement de fonctionnaires sud-ossètes par des Russes, tout en créant un programme d'entraînement des fonctionnaires ossètes pour les aligner aux standards russes. Ce programme est aussi critiqué pour son prix : 2,5 millions de roubles en 2009, 5 millions en 2010. Certains ministères puissants restent toutefois hors du programme de Brovtsev : les Affaires étrangères, l'Intérieur, la Justice et la Défense civile, traditionnellement les agences gouvernementales qui suivent des directives du Kremlin, restent occupés par des hautes figures politiques ossètes.
La réorganisation massive du gouvernement sud-ossète par Vadim Brovtsev est le sujet de nombreuses critiques. Le parti politique Ossétie juste, qui soutient Kokoïty, critique la concentration des pouvoirs au sein du ministère du Développement économique. L'agence de presse OSinform, dite être sous le contrôle de Kokoïty, nomme la réforme « incompétente ». À la suite d'un conflit entre le président et son premier ministre qui se déroule dans la première moitié de 2010, Brovtsev perd une grande partie de son équipe russe et en août 2010, il ne reste que trois membres du gouvernement venant de Tcheliabinsk, dont Brovtsev et son assistante.

#### Premiers mois

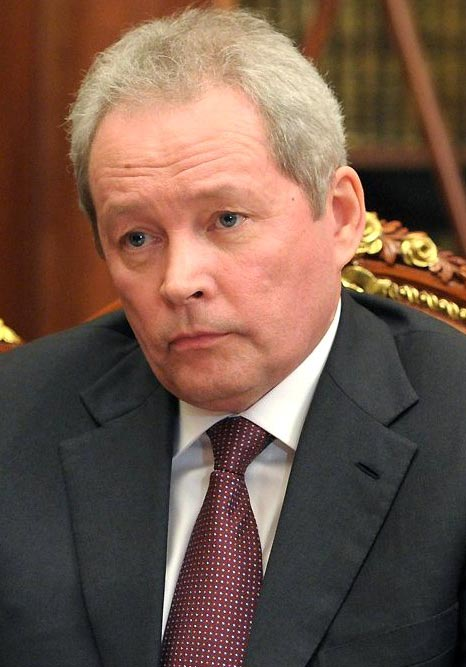
Vadim Brovtsev opère sous la protection du ministre russe Bassarguine.

La priorité de Vadim Brovtsev sur la reconstruction publique est évidente dès les premiers jours de son mandat. Il visite Djava le 24 août, où il annonce son plan pour faire de l'Ossétie du Sud autosuffisante, un plan qui est par la suite oublié, menant à la critique de ses opposants. En septembre, il réclame aux compagnies s'occupant des travaux de Khetagouro de construire des maisons similaires à travers le village. Le Premier ministre est aussi principalement occupé avec l'intégration de la région d'Akhalgori, un district ethniquement géorgien et conquis par les forces russes en 2008, qui reste isolé de Tskhinvali et largement dépendante de la Géorgie propre : il y fait ouvrir une branche de la Banque nationale d'Ossétie du Sud et une école publique ossète pour rivaliser contre les écoles géorgiennes.
Vadim Brovtsev annule les contrats de plusieurs compagnies qu'il juge incompétentes et fait ouvrir des cas juridiques sur onze contrats publics. Toutefois, il utilise sa position pour faire bénéficier ses alliés, comme le montre le contrat pour la reconstruction du pipeline d'eau Edissi-Tskhinvali qui est accordé à une compagnie de Tcheliabinsk. Cette même entreprise, Vektor, est aussi impliquée dans des projets à Tskhinvali, Djava et Britati. Le maire de Kvaïssa accuse Brovtsev de l'avoir obligé d'accepter la construction de maisons en bois dangereuses sur les plaines inondables de la Djerdjora. Toujours à Kvaïssa, il est accusé de ne pas activement venir en aide au village quand un tremblement de terre en septembre 2009 laisse 80 familles sans abri. Après une série de plaintes par des travailleurs, il tente en vain de signer un accord de partenariat entre le gouvernement, le secteur privé et les syndicats.
Le 30 septembre, une manifestation organisée par des sans-abris victimes de la Deuxième guerre d'Ossétie du Sud contre Vadim Brovtsev pour se plaindre du manque de reconstructions est dispersée violemment par les forces spéciales et Kokoïty accuse son opposition de tentative de coup d'État. 14 mois après la guerre, seulement 250 maisons sont restaurées à Tskhinvali, sur 3 500 maisons détruites par le conflit. Les manifestants adressent une lettre au président russe Dmitri Medvedev et au premier ministre Vladimir Poutine. La proche relation entre Brovtsev et le ministre Viktor Bassarguine autorise Tskhinvali à sécuriser de nombreuses aides russes : le 26 août, il obtient de Gazprom une baisse des prix du gaz passant par le nouveau pipeline Dzouarikaou-Tskhinvali pour refléter les taux russes ; en novembre, il forme une commission spéciale avec le ministère russe de la Santé pour identifier les secteurs de santé ayant le plus besoin d'aide russe. Pour répondre aux allégations de corruption en Ossétie du Sud, la Russie annonce en décembre 2009 qu'elle ne financera qu'une partie d'un projet avant le début de la construction.
La politique pro-russe de Vadim Brovtsev est amplifiée par sa rhétorique anti-occidentale. Dans sa première interview après sa nomination, il accuse l'Occident de tenter de « renverser le cours de l'histoire du peuple sud-ossète ». Plus tard, il accuse Mikheil Saakachvili, président de la Géorgie, de semer la discorde en Ossétie du Sud.

#### Conflit avec Kokoïty
Sous la supervision de Brovtsev, de nombreuses compagnies venant de Tcheliabinsk s'enrichissent en Ossétie du Sud. Vektor LLC reçoit ainsi en 2009 un contrat de 385 millions de roubles pour la reconstruction du pipeline d'Edissi-Tskhinvali, tandis que Spetsmontajzapad, un subsidiaire de Vektor, touche un contrat de 68 millions de roubles pour construire une caserne de pompiers à Akhalgori. Les deux compagnies sont contrôlées par Pavel Chestaev, un ancien collègue du Premier ministre et associé de Sergueï Agueev, chef du Directoire du Sud. Toujours à Akhalgori, une ancienne brasserie géorgienne est vendue à un entrepreneur venant de Tcheliabinsk, qui touche 5,5 millions de roubles pour rénover l'établissement : l'entrepreneur prend fuite quand une enquête du Procureur d'Ossétie du Sud révèle que seulement 20 000 roubles d'équipement ont été achetés. Dans de nombreux cas, le processus d'appel d'offres est truqué, de nombreuses compagnies affiliées les unes aux autres placent des offres publiques pour un projet concret, tandis que certains accusent les compagnies locales de toucher des pots-de-vin pour ne pas placer d'offres publiques.

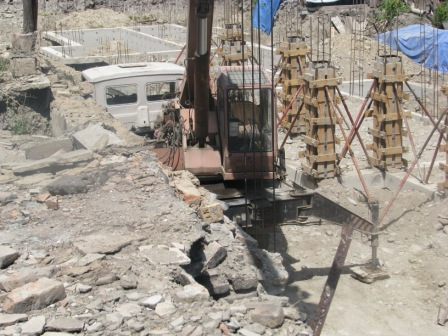
Scène de reconstruction à Tskhinvali.

Sous l'insistance de Roman Panov, Tskhinvali remplace les standards des marchés publics sud-ossètes par des règles russes. Kosta Kochté, journaliste considéré comme proche de Kokoïty, accuse Brovtsev d'avoir volé des milliards de roubles du budget national. D'ici avril 2010, la majorité des fonds russes sont dépensés et de nombreuses compagnies de Tcheliabinsk disparaissent sans avoir fini les projets de reconstruction, menant à de nombreux chantiers vides. David Mtchelidzé, un journaliste de Tbilissi, décrit la situation sous le mandat de Brovtsev de telle manière : 
« La corruption et le détournement de ressources financières russes à Tskhinvali se multiplient. Les travaux de réhabilitation ont été presque suspendus. De nombreuses entreprises de construction ont gaspillé de l'argent sans avoir fini de travailler et ont disparu sans laisser de trace. »
Moscou ne s'implique pas dans le scandale causé par l'influence financière de Tcheliabinsk sur le gouvernement sud-ossète. Plutôt, Roman Panov critique la lenteur des reconstructions, indiquant que seulement 81 maisons sont reconstruites en mars 2010, contrairement à l'objectif de 283 avant la fin de 2009. Toutefois, Vadim Brovtsev parvient à présenter ses résultats en montrant que sous l'administration directe d'Edouard Kokoïty, le financement russe ne fait reconstruire que huit maisons en 2008. Panov accuse directement Zourab Kabissov, directeur du Comité d'État pour la Reconstruction et proche de Kokoïty, d'être responsable des problèmes, tandis que celui-ci blâme la paperasserie qui suit le financement russe. Tandis que Kokoïty intervient en mettant la faute sur les compagnies russes devant une délégation de la Chambre d'Audit de Russie en mars 2010, Brovtsev est applaudi par l'ancien Premier ministre Oleg Teziev, qui lui attribue une chute de corruption importante. Quand le ministre russe Viktor Bassarguine menace l'arrêt du financement de Moscou, le Premier ministre répond en annonçant un moratoire sur les nouveaux projets pour se concentrer sur les constructions entamées, menant à des accusations de détournement de fonds.
En février 2010, la tension entre Edouard Kokoïty et Vadim Brovtsev augmente considérablement. Le président annonce lancer une série d'enquêtes criminelles sur les compagnies de Tcheliabinsk et bientôt, des représentants du gouvernement organisent des descentes sur les bureaux de nombreuses entreprises et y confisquent des documents. Batraz Kelekhsaev, vice-président du Comité du contrôle économique au Parlement, accuse Brovtsev de vol et de cacher ses richesses dans des comptes bancaires à Chypre. En avril, le Bureau du Procureur annonce l'engagement de poursuites pénales contre plusieurs entrepreneurs russes en Ossétie du Sud, dont :
- Dmitri Breoussov, directeur du Comité d'État pour l'Architecture, l'Aménagement urbain et les Relations foncières sous le ministère du Développement économique ;
- Alexandre Oleïnkov, chef du département légal du Directoire pour la mise en œuvre de projets nationaux prioritaires (DMOPNP) ;
- Ismagil Karimov, directeur du DMOPNP.

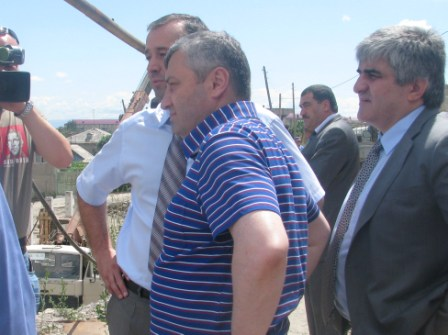
Edouard Kokoïty et Brovtsev s'opposent au sujet des contrats pour la reconstruction de la république séparatiste.

Ismahil Karimov est lui-même le sujet de menaces : en décembre 2009, un appel téléphonique anonyme menace de faire exploser son avion privé quand il refuse de détenir des fonds à certains sous-traitants ; quelques mois plus tard, un tribunal à Tskhinvali oblige le DMOPNP à payer 80 millions de roubles à un certain Guidaev, propriétaire d'une compagnie enregistrée en Kabardino-Balkarie, pour défaut d'enlever les débris des chantiers finis. Karimov quitte l'Ossétie du Sud en avril 2010.
Les critiques contre Vadim Brovtsev s'accumulent : il est dénoncé quand plus de 600 familles sont contraintes de passer l'hiver dans des tentes à Tskhinvali en hiver 2009-2010, pour le manque de reconstruction après le tremblement de terre de Kvaïssa de septembre 2009 et pour la construction d'un héliport au lieu d'une enclave géorgienne de Tskhinvali vidée lors de la Deuxième guerre d'Ossétie du Sud sans l'autorisation du Comité d'État pour la Reconstruction. Le 13 avril 2010, Kokoïty convient une rencontre entre les membres du cabinet de Brovtsev et les chefs du Parlement, durant laquelle il critique le Premier ministre pour ne pas avoir soumis de budget national pour confirmation par le Parlement. Stanislav Kotchiev, président du Parlement, accuse Brovtsev de ne pas avoir soumis de rapport sur les dépenses publiques faites en 2009 et le président ordonne au cabinet des ministres de soumettre tout document en dix jours. De plus, quand Brovtsev introduit un plan de développement socio-économique national, il est de nouveau critiqué : Kotchiev critique le manque de plan à long terme, tandis que la vice-présidente du Parlement Mira Tskhovrebova dit que le programme est un recul de la promesse gouvernementale de développer l'industrie nationale et n'est qu'un schème pour enrichir trois entreprises russes.
Le Parti populiste qui soutient Kokoïty propose de même un projet de loi permettant aux entrepreneurs non résidents de l'Ossétie du Sud d'être appelés à répondre devant la loi de leurs activités après leur départ de la région et accuse Brovtsev d'être soutenu par « les ennemis inconciliables de l’indépendance de l’Ossétie du Sud ». Bientôt, le conflit entre président et premier ministre pousse vers des craintes d'un affrontement armé, ou même d'une guerre civile. Le Conseil de coordination des organisations politiques et sociales d'Ossétie du Sud avertit la population des dangers d'un coup d'État le 20 février 2010. Quelques jours plus tard, Edouard Kokoïty annonce un décret exécutif confisquant les armes de la population. Rouslan Makaïev, un activiste des droits de l'Homme en Ossétie du Nord base l'origine des tensions au fait que Kokoïty a perdu son contrôle sur le financement russe depuis l'arrivée de Brovtsev au pouvoir, tandis que l'opposition à Tskhinvali accuse le président de tenter de mettre la faute de ses échecs sur le gouvernement de Vadim Brovtsev. Autant est-il que depuis décembre 2009, des rumeurs circulent sur le limogeage ou la démission possible du Premier ministre, afin de le remplacer par un loyaliste (Robert Gouliev, ancien maire de Tskhinvali, Rezo Khougaev, maire de la capitale, ou Zourab Kabissov). Malgré le fait que Brovtsev dit considérer son départ le 21 février 2010, il reste dans sa position et prétend publiquement avoir le soutien de Vladimir Poutine.

#### Attaques contre la presse

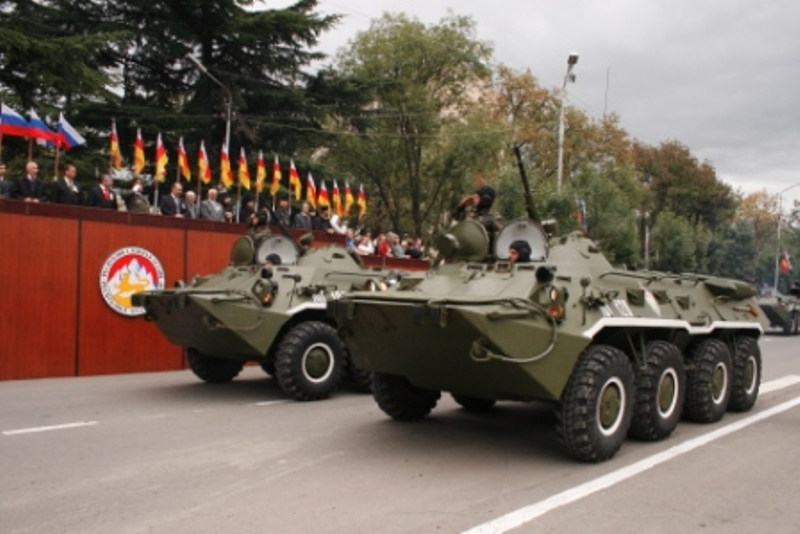
Parade militaire russe à Tshinvali.

Quand Vadim Brovtsev organise ses changements au gouvernement, il intègre la régulation des agences de presse dans les pouvoirs du ministère du Développement économique, menant ses critiques à l'accuser de sabotage. Ces accusations augmentent quand les bureaux de presse ne sont pas inclus dans les plans de reconstruction de Brovtsev : aucune rénovation n'est apportée aux bureaux de la télévision publique endommagés lors de la guerre de 2008 et la Maison de Presse reste fermée pendant plusieurs mois quand les autorités n'y installent pas la plomberie détruite lors de la guerre russo-géorgienne. Quand la Maison de Presse est finalement rouverte en 2010, l'État refuse d'acheter des nouveaux meubles pour équiper l'établissement. Le ministère des Finances, dirigé par Irina Sitnik de Tcheliabinsk, refuse de financer la sécurité des bureaux du Comité d'État pour l'Information, la Communication et les Médias (CEICM), avant de retourner le financement quand Guiorgui Kabissov, chef du CEICM et allié de Kokoïty, accuse Brovtsev et son gouvernement de violer la Loi de Sécurité d'Ossétie du Sud et de laisser les médias vulnérables à une possible attaque géorgienne.

Les employés du CEICM sont aussi victimes du manque de financement et ne reçoivent pas de salaires pendant plusieurs mois en 2009-2010. OSinform, l'agence de presse publique sud-ossète, accuse le ministère des Finances d'avoir cessé le financement du loyer de ses bureaux, tandis que d'autres branches du gouvernement reçoivent un nouvel ameublement. Une critique similaire est faite contre le ministère du Développement économique, qui est accusé de bloquer tout achat pour améliorer l'administration d'Elektrosviaz, l'entreprise publique de télécommunications. Dmitri Ivako, vice-président du CEICM, proteste que le gouvernement de Brovtsev tente de saboter Elektrosviaz et les services postaux et accuse le Premier ministre d'avoir ordonné la coupure des signaux de télévision dans les zones rurales. Quand la Maison d'édition d'État ne reçoit pas de financement pendant huit mois, Brovtsev lui-même dit : 
« Nous n'avons pas de scientifiques dont les travaux méritent d'être imprimés. »

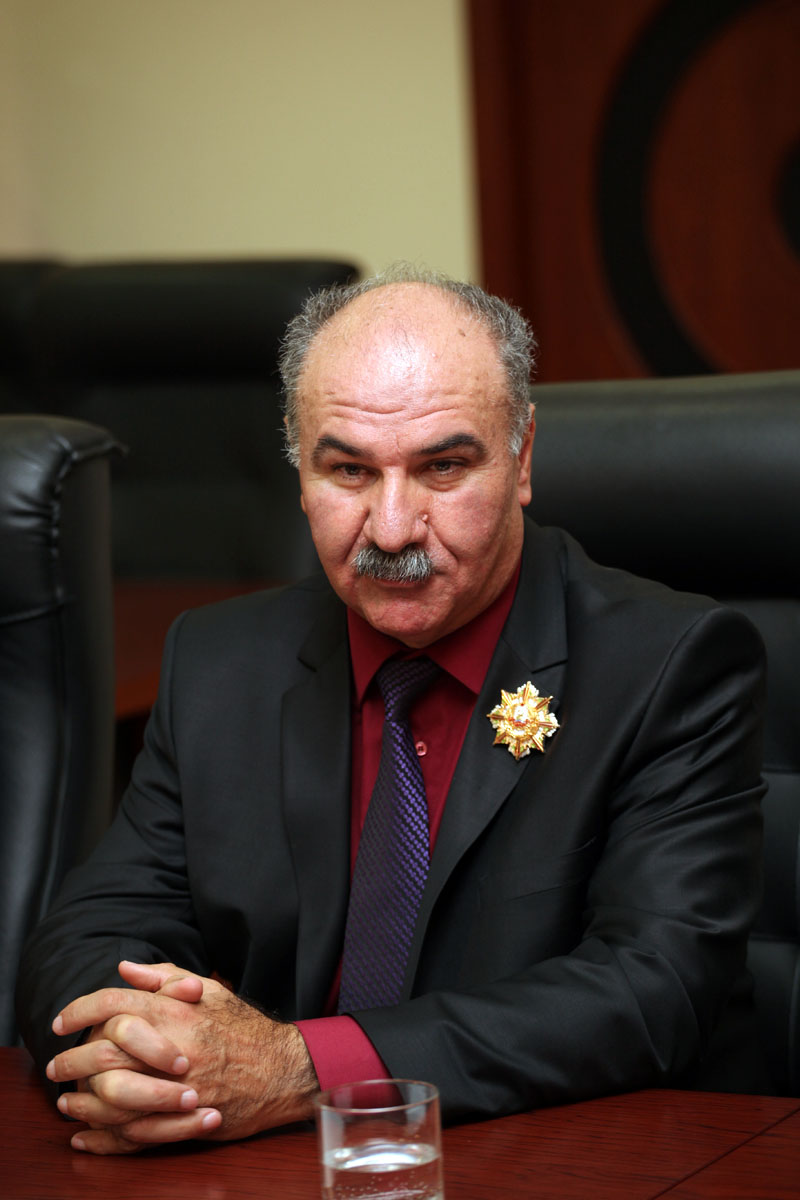
Stanislav Kotchiev, ancien ministre de la Presse, est l'un des plus grands critiques de Vadim Brovtsev.

En avril 2010, une série de critiques et d'accusations contre Vadim Brovtsev est publiée dans les médias sud-ossètes. Principalement, elles accusent Brovtsev et son gouvernement de corruption sévère et d'avoir mis la reconstruction nationale dans les mains d'un « clan » de Tcheliabinsk. Kosta Kochté, un journaliste d'investigation considéré comme proche ami d'Edouard Kokoïty, publie un rapport pour la presse d'État dans lequel il révèle de nombreux liens entre Brovtsev et les compagnies de Tcheliabinsk qui ont obtenu un monopole sur la construction publique en Ossétie du Sud. Selon Kochté, Brovtsev, Irina Sitnik et Alexandre Jmaïlo s'enrichissent largement depuis l'arrivée du nouveau gouvernement, sous la protection du puissant Roman Panov à Moscou. Le journaliste demande aux autorités d'emprisonner le Premier ministre et de nombreux analystes voient la main du président derrière les commentaires de Kochté. Le 27 avril 2010, la télévision publique diffuse le discours ininterroumpu de 30 minutes du député Vadim Tskhovrebov qui parle de l'incompétence de Brovtsev et de son gouvernement. OSinform, l'agence de presse publique, publie un article intitulé Go Home!, demandant le départ immédiat du chef du gouvernement. Alexandre Jmaïlo, ministre du Développement économique, démissionne et quitte Tskhinvali quand son journal intime, dans lequel il se moque de la population ossète, est publié à la télévision publique.
Le 29 avril, Vadim Brovtsev dépose une plainte à la Cour de Presnenski à Moscou contre les agences de presse OSinform et Regnum, ainsi qu'Amiran Diakonov, président du Comité de Législation et de l'Autonomie locale au Parlement sud-ossète, pour « protéger son honneur et sa dignité ». Selon la plainte, Brovtsev accuse Diakonov de diffamation quand celui-ci prétend que lors d'une session fermée parlementaire, Brovtsev nomme le Directoire du Sud une création de Vladimir Poutine « pour ses amis ». Brovtsev est largement critiqué pour la plainte contre OSinform, l'agence de presse d'État qu'il est chargé de réglementer et devient un sujet de ridicule quand il déclare publiquement ne pas savoir les liens entre OSinform et le gouvernement.
Vadim Brovtsev répond aux critiques en lançant une série de médias pour diffuser la propagande pro-gouvernementale. En Russie, il fait imprimer la Gazette du gouvernement qui est distribuée régulièrement en Ossétie du Sud et qui est vue comme porte-parole des ministres de Brovtsev, mais le journal devient controversé quand il publie un large exposé sur le grand-père du Premier ministre et doit fermer quand il s'avère qu'il n'est jamais enregistré auprès du CEICM. Bientôt, un site Internet apparaît sous le nom de RSOinform.ru et prétend être un site officiel du gouvernement sud-ossète mais est accusé de plagiat par OSinform, qui publie fréquemment des avertissements contre RSOinform et sa propagande pro-Brovtsev. RSOinform.ru accuse les critiques de Brovtsev de violer la loi et publie des articles de propagande, telle qu'une opinion par l'analyste politique Rouslan Magomedov, qui applaudit la stabilisation économique sous le gouvernement de Brovtsev. En mars 2010, le site publie un sondage organisé par le « Centre international d'Analyse politique » (CIAP) qui donne à Kokoïty 12,8 % d'opinions favorables contre 66,3 % d'opinions négatives et seulement 11 % d'opinions négatives pour Brovtsev, contre 38 % en sa faveur. Le sondage devient aussi un sujet de ridicule quand il s'avère que le CIAP n'existe pas.

#### Vers le limogeage
Les tensions à Tskhinvali poussent Brovtsev à passer de plus en plus de temps hors d'Ossétie du Sud et à retourner vivre officieusement à Sotchi, d'où il continue à signer des documents officiels. En avril 2010, Brovtsev et ses proches collaborateurs de Tcheliabinsk passent deux semaines à Moscou et le 28 avril, le Premier ministre rencontre Sergueï Narichkine, chef de l'Administration du Kremlin, et Nikolaï Patrouchev, directeur du Conseil de sécurité de Russie lors d'un entretien confidentiel. Le même jour, Viktor Bassarguine, ministre russe du Développement régional, annonce le déblocage de la première partie d'une aide financière de 14,2 milliards de roubles pour l'Ossétie du Sud, mettant fin à l'embargo de facto imposé sur la république séparatiste depuis le début de 2010.

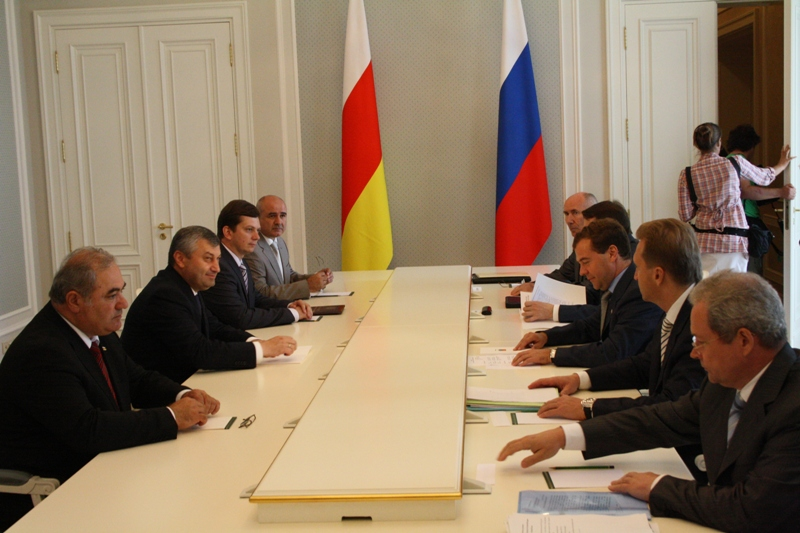
Rencontre entre Kokoïty et Medvedev à Moscou.

Ces avancées ne suffisent pas pour réconcilier Kokoïty et Brovtsev et le 30 avril, le Parlement sud-ossète forme une commission spéciale pour enquêter sur les activités budgétaires du gouvernement, suspectant le manque de budget officiel pour 2010 comme étant une excuse pour voler les fonds publics. En réponse, Brovtsev retourne en Ossétie du Sud et organise une conférence de presse durant laquelle il annonce un programme pour présenter le budget national dans chaque municipalité de l'Ossétie du Sud et pour créer un site Internet afin de présenter les dépenses publiques aux citoyens. Selon Brovtsev, le budget sud-ossète étant principalement composé de fonds russes, le gouvernement s'est arrangé directement avec Moscou dans la formation de ce budget, sans l'avoir présenté au Parlement.
Amiran Diakonov, un des plus proches partisans de Kokoïty au Parlement, mène une campagne pour limoger Brovtsev et obtient 13 signatures, le minimum requis, pour un vote de défiance au Parlement. En Russie, certains prédisent le départ imminent du Premier ministre et sa nomination comme vice-gouverneur de Tcheliabinsk. Le 5 mai, le Parlement se réunit pour discuter du vote de défiance contre Vadim Brovtsev mais le président Edouard Kokoïty intervient à la dernière minute en faveur de son Premier ministre et demande aux députés de ne pas organiser un tel vote malgré son soutien envers leurs accusations de corruption. Kokoïty accuse « l'ignorance et la passivité de certains ministres » comme étant derrière les scandales et le Parlement s'accorde pour ne pas limoger le gouvernement. Le Parlement décide de former à la place une nouvelle commission, dirigée par Amiran Diakonov, pour continuer l'enquête sur Brovtsev, mais cette commission ne soumet jamais de conclusion finale.
Le 31 mai, Kokoïty est convoqué à Moscou pour rencontrer Vladimir Poutine, Viktor Bassarguine et Brovtsev lui-même, sans toutefois rencontrer son homologue russe Dmitri Medvedev. Officiellement, les deux côtés discutent des moyens d'approfondir les relations entre Tskhinvali et Moscou. Toutefois, plusieurs rapports publiés dans les médias russes citent des sources anonymes du Kremlin qui parlent d'un Poutine « sévère » qui ordonne au président sud-ossète de mettre un terme à sa campagne contre Brovtsev et de le garder comme Premier ministre, sans restrictions sur son autonomie, tant que le Kremlin le souhaite.
De retour en Ossétie du Sud, la situation entre Kokoïty et Brovtsev se calme rapidement. La Cour suprême renverse le verdict de la cour municipale de Tskhinvali ordonnant à Ismahil Karimov de payer 80 millions de roubles à une société obscure en Ciscaucasie, tandis que la comptabilité nationale retrouve 250 millions de roubles dans les coffres gouvernementaux. En août, la Russie annonce l'ouverture de charges criminelles sur onze compagnies impliquées dans la corruption d'Ossétie du Sud et Brovtsev fait mettre fin à de nombreux contrats considérés comme négligents. Le Directoire du Sud est aboli par la Russie et remplacé par une Commission inter-institutions russo-sud-ossète, qui est présidée par Roman Panov du côté russe et Vadim Brovtsev du côté ossète, afin de superviser les dépenses de la Russie dans la région.

#### Retour vers la stagnation

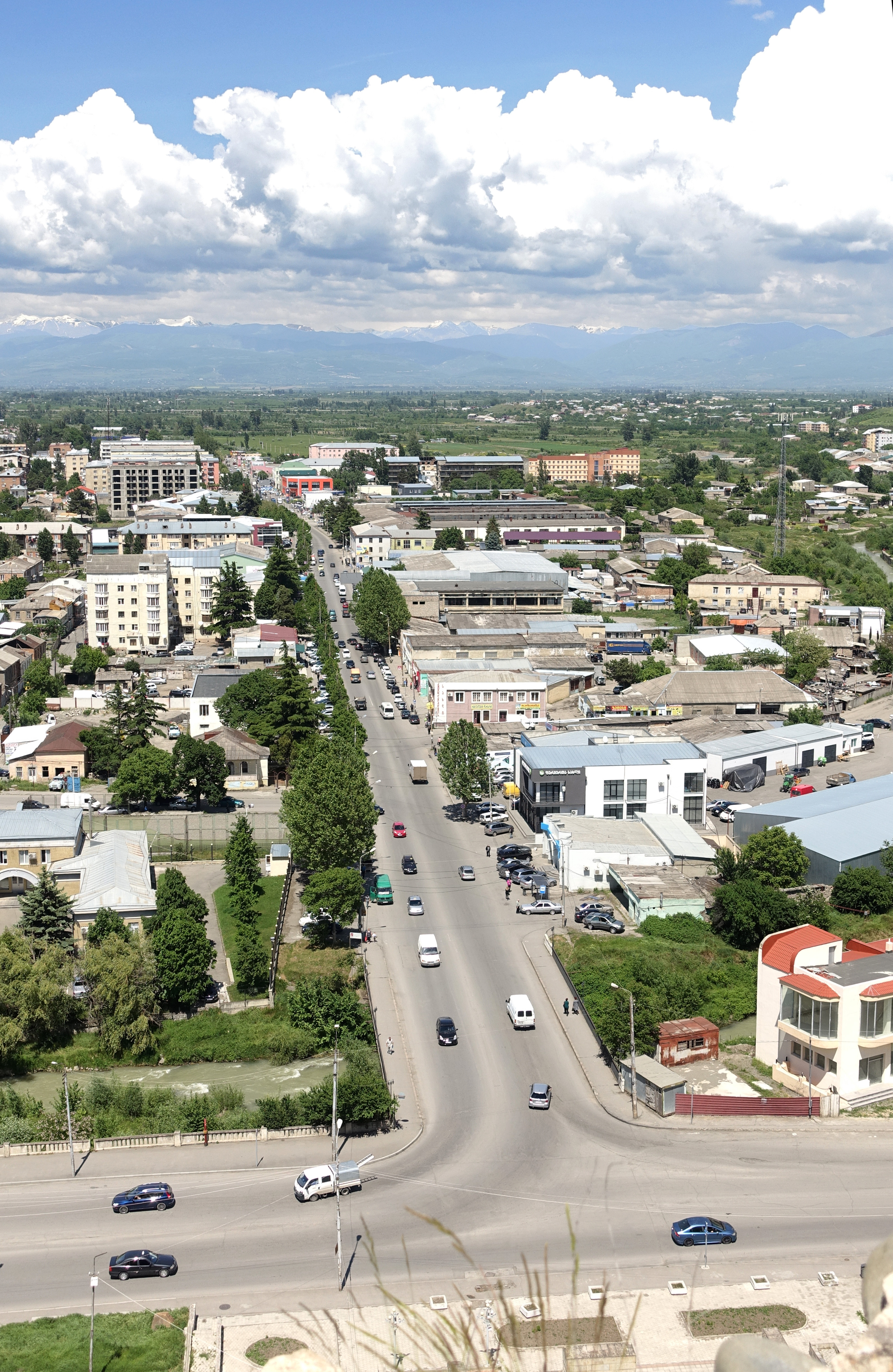
Vue sur Tskhinvali

Une fois le calme revenu, le gouvernement de Brovtsev s'engage dans une réforme socio-économique de l'Ossétie du Sud. Il abroge la Loi de 1997 sur l'octroi de prêts préférentiels aux petites entreprises qui accordait 1 % du budget national pour des prêts aux petites entreprises, une décision qui est largement critiquée par le secteur privé, qui perd entre 60 et 70 millions de roubles par cette décision. Dans le secteur agricole, il promet de rendre l'Ossétie du Sud autosuffisante, mais sa politique est rapidement critiquée par de nombreux gouverneurs locaux. Inal Poukhaev, gouverneur de la région de Tskhinvali, déclare : 
« Il n'y a pas de machines agricoles dans la région de Tskhinvali, à l'exception de deux tracteurs qui ont été transférés à Dmenissi. Il n'y a rien pour effectuer des travaux arables au printemps. Il n'y a pratiquement pas d'élevage, à l'exception du village d'Artsevi, où il n'y a qu'une soixantaine de bovins. Il y a 3 semaines, nous avons soumis un plan pour 1 000 objectifs, mais on nous dit qu'il n'y a pas de fonds. Et le temps presse. Il y a du temps pour les travaux arables, mais pas d'équipement. L'équipement fonctionne dans la région de Qornissi mais ils ne sont pas en mesure de couvrir tous les domaines et il n'y a aucun avantage pratique d'une telle organisation. La situation avec les graines est également mauvaise, comme si vous ne labourez pas, alors pourquoi les graines sont-elles nécessaires? »
Quand Brovtsev annonce un programme de prêts agricoles sur matières premières, il est à nouveau critiqué par Rouslan Bagaev, gouverneur de Djava, qui dit que les prêts sont inutiles tant que le budget n'est pas soumis et approuvé par le Parlement. Zaour Tskhovrebov, gouverneur de Qornissi, critique le manque d'autonomie locale sous le gouvernement de Brovtsev qui mène à une grande bureaucratie et un manque d'infrastructure locale. À Akhalgori, les autorités doivent faire face à un exode de la population qui voit l'agriculture locale, riche encore en 2008, disparaître quand la région est fermée du reste de la Géorgie.
Le gouvernement a des dettes élevées dans chaque ministère, y compris le ministère de la Défense. Sous la direction du ministère du Développement économique, le Comité des biens d'État devient paralysé, empêchant l'enregistrement correct des biens publics et menaçant l'arrivée d'investisseurs russes. Malgré la revendication de Brovtsev que sous son mandat, le secteur industriel a augmenté par un tiers, 98,7 % du budget sud-ossète en 2010 vient de Moscou. Le conflit entre Kokoïty et Brovtsev coûte plus cher : de 8,5 milliards de fonds russes accordés en 2009, moins de 7 milliards sont envoyés en Ossétie du Sud en 2010 et 2011. Le Palais des Sports, dont la construction est promis par Brovtsev depuis son arrivée, n'est jamais terminé. En juillet 2010, le Premier ministre visite Moscou pour négocier une baisse des taux par la compagnie RAO EES, qui fournit la totalité de l’électricité en Ossétie du Sud, mais retourne sans succès et la compagnie augmente progressivement ses prix jusqu'en 2013. Finalement, après de nombreuses critiques et une série d'accusations de mauvaise administration, le projet de loi sur la réforme socio-économique de Brovtsev est rejeté par le Parlement.
Les relations entre Moscou et Brovtsev ne sont toutefois pas endommagées. Le 6 octobre 2010, il signe un accord avec la Russie pour donner à la Chambre d'audit de Russie le droit de passer en revue les comptes sud-ossètes chaque année, avant de signer un autre accord avec Viktor Bassarguine en décembre pour donner au ministère russe du Développement régional le pouvoir de réviser les dépenses faites par le gouvernement sud-ossète. En septembre 2011, il parvient à s'accorder avec le ministère russe de la Santé publique pour commencer un programme d'entraînement des docteurs ossètes par la Russie. Bientôt, le ministère sud-ossète de la Finance envoie des comptes-rendus mensuels à son homologue russe. Toutefois, Brovtsev ne parvient jamais à négocier un accord de libre-échange entre Tskhinvali et Moscou, une de ses plus grandes priorités.
Vadim Brovtsev devient encore une fois une cause de ridicule en mai 2011 quand il envoie une lettre de condoléances au gouvernement abkhaze à la suite de la mort du président Sergueï Baghapch, qu'il signe en tant que « Premier ministre d'Arménie ».

#### Crise politique
En 2011, Edouard Kokoïty cherche à changer la constitution sud-ossète afin de se présenter pour un troisième mandat. Toutefois, le Kremlin préfère le remplacer, jugeant la corruption de sa présidence incompatible avec les plans financiers de Moscou à Tskhinvali. Ce chagement de cap par la Russie se montre en août 2011, quand Kokoïty est absent d'une cérémonie menée par Brovtsev et le ministre des Situations d'urgence Anatoli Bibilov pour accueillir 115 tonnes d'aide humanitaire russe, menant la presse géorgienne à assumer que Bibilov est le candidat choisi par Moscou pour succéder à Kokoïty. Selon le journal russe Kommersant, Sergueï Narichkine, chef de cabinet du Kremlin, interdit Kokoïty de se représenter, ainsi que de nommer un candidat pour le remplacer et le président perd tout soutien en Russie. Viatcheslav Outchakov, adjoint au directeur du FSB, est limogé en février 2011.

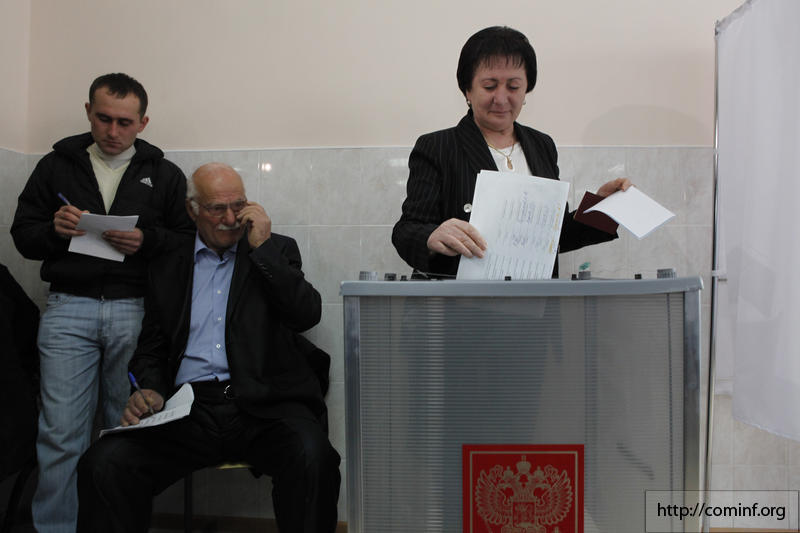
Alla Djioeva à l'élection de 2011.

Le 13 novembre 2011, des élections présidentielles opposent onze candidats, dont Anatoli Bibilov. Ce dernier arrive en tête au premier tour mais est vaincu le 27 novembre par Alla Djioeva, chef de l'opposition, qui reçoit 59 % des voix. Quand le parti au pouvoir décide de déposer une plainte pour fraude électorale, la Cour suprême annule les résultats et annonce une nouvelle élection pour le 25 mars 2012, en interdisant Alla Djioeva d'y participer. Cette décision cause de nombreuses manifestations contre le régime de Kokoïty et l'opposition réclame la démission immédiate du président.
Tandis que Vadim Brovtsev est largement considéré comme impopulaire à la suite des scandales de 2010, Anatoli Barankevitch, un des dirigeants de l'opposition, le propose comme président par intérim si Kokoïty accepte de démissionner. Le président refuse toutefois de quitter son poste, risquant une aggravation de la situation interne. Le 7 décembre, Iouri Dzitsoïti, vice-président du Parlement, réclame de même la démission du président et l'inauguration de Vadim Brovtsev comme président par intérim. Sous les auspices de Sergueï Vinokourov, envoyé spécial du Kremlin pour l'Ossétie du Sud, l'opposition et le gouvernement trouvent un accord le 9 décembre : Kokoïty démissionne, Vadim Brovtsev devient président par intérim et celui-ci promet de nommer un membre de l'opposition comme vice-Premier ministre. Le 10 décembre à 17 h 00, Vadim Vladimirovitch Brovtsev assume ses fonctions en tant que président d'Ossétie du Sud. La démission de Kokoïty est accompagnée de celles du Procureur général et du président de la Cour suprême.

### Président par intérim d'Ossétie du Sud

#### Changement de pouvoir
Avant de formaliser sa démission, Edouard Kokoïty nomme deux nouveaux membres à la Cour constitutionnelle d'Ossétie du Sud, dont Eldar Kokoev, l'adjoint au procureur qui devait démissionner de son poste dans l'accord négocié avec l'opposition. Cette nomination pousse les opposants à retourner dans les rues et les manifestations recommencent le 11 décembre, menant le nouveau président par intérim Brovtsev à accuser Alla Djioeva de rompre ses obligations sous l'accord du 9 décembre et à demander à l'opposition de cesser ses protestations. À la fin du jour, Djioeva accepte de mettre un terme une nouvelle fois aux manifestations et accepte de retourner au sein de l'accord quand l'opposition se divise.
Toutefois, le Parlement refuse d'accepter la démission du procureur et du président de la Cour suprême le 14 décembre et l'une des parties principales de l'accord échoue. Quand Djioeva demande à la Russie d'intervenir pour mettre en force l'accord, Moscou refuse « d'interférer dans les affaires internes » de l'Ossétie du Sud. De plus, Brovtsev refuse de nommer l'opposant Anatoli Barankevitch comme vice-Premier ministre, malgré les espoirs de l'opposition.
Vadim Brovtsev garde comme chef de cabinet Arsène Goglaev, principal conseiller de Kokoïty, indiquant une continuation de la politique de son prédécesseur. Il nomme des alliés de Kokoïty dans son administration et ignore rapidement les demandes de l'opposition. Le 20 décembre, il nomme un nouveau Conseil de sécurité qu'il préside et qui est administré par Boris Atoev, directeur du KGB d'Ossétie du Sud. Ce Conseil de sécurité se réunit une première fois le 23 décembre dans une rencontre secrète dans laquelle participe l'ambassadeur russe en Ossétie du Sud. En tant que président par intérim, Brovtsev demeure Premier ministre et continue à superviser les projets financés par la Russie. Il utilise notamment son pouvoir pour finir la construction de l'Opéra national.

#### Attaques contre l'opposition

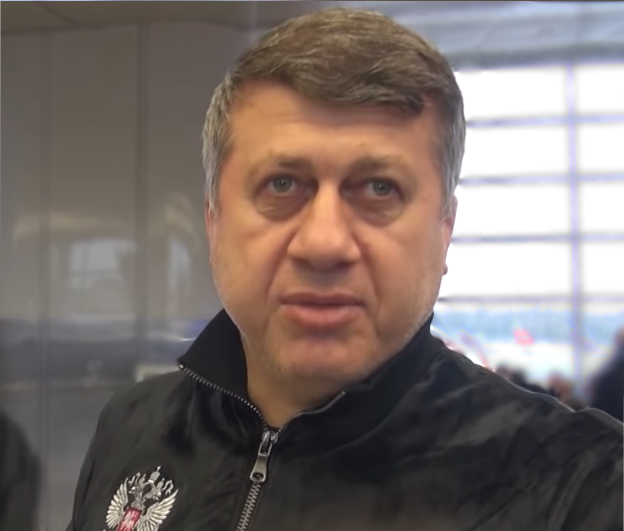
Djambolat Tedeev

Le 9 janvier 2012, Alla Djioeva pose un ultimatum au président Brovtsev, réclamant la mise en vigueur de l'accord Kokoïty-Djioeva du 9 décembre mais quand il ne répond pas aux demandes de l'opposition, elle commence à s'autoproclamer présidente élue d'Ossétie du Sud, provoquant une crise constitutionnelle. Le 18 janvier, elle retire sa signature de l'accord et donne à Brovtsev jusqu'au 23 janvier pour agir et satisfaire ses demandes. L'opposition n'est pas entièrement unie, Djioeva refusant de participer aux nouvelles élections de mars 2012, tandis que Djambolat Tedeev, un lutteur célèbre et opposant au régime de Kokoïty, annonce sa propre candidature, avant de se faire persécuter par les autorités : Brovtsev l'accuse de travailler pour la Géorgie après qu'il donne une interview à la télévision géorgienne avant qu'il soit arrêté par la police à Moscou.
Le 28 janvier, Djioeva organise néanmoins une manifestation pour soutenir Tedeev et annonce sa propre inauguration pour le 10 février, tout en accusant Moscou de soutenir le régime de Brovtsev. Ce dernier déclare cet annoncement comme une tentative de « perturber le processus de résolution de la crise politique dans la République » puis s'accorde à relancer les négociations. Lors d'une conférence de presse le 31 janvier, il critique publiquement Djioeva pour avoir, selon lui, refusé son offre d'être nommée au gouvernement sud-ossète, refuse de démissionner et base la légitimité de sa présidence sur l'accord du 9 décembre. Le 9 février, à la veille de l'inauguration alternative de Djioeva, les forces spéciales de l'ordre font une descente sur le quartier-général de l'opposition et confisquent des documents. Djioeva souffre alors d'un accident vasculaire cérébral et tombe dans le coma après avoir été frappée à la tête avec la crosse du pistolet d'un policier.

Pendant plusieurs jours, Djioeva est isolée dans les soins intensifs mais survit et ne s'implique plus dans la politique sud-ossète. Pour beaucoup, le raid est organisé directement par Kokoïty, qui sert depuis son départ comme président du parti Unité et dont l'influence reste importante dans les services de l'ordre. Vadim Brovtsev prend responsabilité sur le raid et nomme l'inauguration alternative une tentative de coup d'État, ajoutant que : 
« La violation des lois sera éradiquée de la manière la plus décisive. Des mesures supplémentaires seront prises pour protéger l'ordre public et les droits constitutionnels des citoyens. »
Le 20 février, Brovtsev entre en conflit avec le Parlement quand la législature refuse une seconde fois d'accepter la démission du Procureur Taïmouraz Hougaev. Malgré le fait que les règles parlementaires n'autorisent pas la reconsidération d'une démission dans les six mois après un premier vote, le président Brovtsev parvient à remporter cette bataille législative en mars.

#### Hostilités contre Tbilissi

Ossétie du Sud au sein de la Géorgie.

Depuis la Deuxième guerre d'Ossétie du Sud, les relations entre Tbilissi et Tskhinvali sont entièrement interrompues et les tensions augmentent davantage sous la courte présidence de Brovtsev. Lors du 18e tour des Discussions internationales de Genève (DIG) le 14 décembre 2011, la Russie et les républiques séparatistes d'Abkhazie et d'Ossétie du Sud refusent de suivre la Géorgie dans son engagement de non-recours à la force. Un jour plus tard, Tskhinvali et Moscou réclament le retrait de toute discussion sur les « arrangements internationaux de sécurité », un outil diplomatique soutenu par la France et l'Union européenne pour autoriser des forces de la paix sur territoire sud-ossète. Le 19e tour des discussions se déroule le 29 mars, sans avancée concrète. Tbilissi accuse alors la Russie de tenter de bloquer les DIG en refusant d'adresser les questions humanitaires du conflit.
Parallèlement, la Géorgie adopte le 23 décembre 2011 un Concept de Sécurité nationale qui accuse la Russie de transformer l'Ossétie du Sud en terrain d'entraînement pour terroristes anti-géorgiens. Tbilissi continue sa politique de non-reconnaissance à travers la communauté internationale et, tandis que Moscou envoie en janvier 2012 des émissaires en Afrique, Amérique latine et Océanie pour faire reconnaître l'Ossétie du Sud, cette stratégie échoue largement, tandis que la Géorgie parvient à empêcher les Fidji de reconnaître le régime séparatiste en offrant 200 ordinateurs portables aux élèves locaux. Durant la crise politique qui oppose Brovtsev et Djioeva, la Géorgie reste neutre et accuse les deux côtés de représenter des « clans » différents mais soumis à la Russie.
Sur le front international, le président Brovtsev continue sa politique pro-russe. Il parvient ainsi à signer un accord crucial de commerce avec Moscou le 2 mars 2012, un accord qui promet d'augmenter les exports sud-ossètes sur les marchés russes, tout en créant un climat d'investissement favorable à la Russie. Le 23 mars, il obtient un don de 60 millions de roubles pour financer la reconstruction de l'Hôpital républicain de Tskhinvali et tente, en vain, de négocier des fonds pour la construction d'une autoroute entre Tskhinvali et Akhalgori. Il nomme l'armée russe comme nécessaire à la défense de l'Ossétie du Sud et organise une parade militaire pour les forces de la Quatrième Base militaire russe de Tskhinvali le 2 février.

#### Nouvelles élections

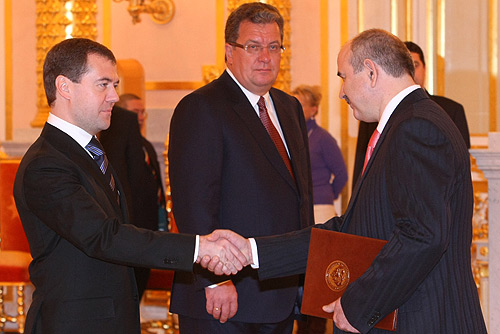
Dmitri Medoev est le favori du Kremlin aux élections de 2012.

La présidentielle est prévue pour le 25 mars 2012. Certains prédisent une possible candidature par Vadim Brovtsev lui-même, ce qui pourrait expliquer son alliance avec les alliés de Kokoïty, ainsi qu'avec certains membres du parti au pouvoir opposé à l'ancien président. Toutefois, il ne se présente pas et le Kremlin apporte son soutien à Dmitri Medoev, l'ambassadeur sud-ossète en Russie. Tandis qu'Alla Djioeva reçoit l'autorisation de se présenter de nouveau, aucun membre de l'opposition présente sa candidature. Quatre candidats se présentent : Medoev, David Sanakoev (envoyé présidentiel pour les droits de l'Homme), Leonid Tibilov (ancien directeur du KGB d'Ossétie du Sud) et Stanislav Kotchiev (président du parti communiste).
L'administration de Vadim Brovtsev travaille avec le Kremlin afin d'éviter une nouvelle crise politique. Dès le mois de février, les autorités interdisent les journalistes étrangers de couvrir les élections et le 12 février, Brovtsev organise une rencontre confidentielle avec les quatre candidats et les officiels russes Sergueï Vinokourov et Vladislav Gasoumianov. Brovtsev rencontre régulièrement son Conseil de Sécurité pour discuter des détails autour des élections.
Malgré les efforts de Brovtsev et de Moscou, Medoev se retrouve 200 votes sous les deux candidats en têtes, Tibilov et Sanakoev. Ce dernier étant considéré comme un proche allié de Kokoïty, Leonid Tibilov remporte finalement l'éléction comme quatrième président d'Ossétie du Sud le 8 avril 2012 avec 54 % des voix dans un second tour condamné par Tbilissi et les États-Unis.
Sergueï Vinokourov est limogé par le Kremlin, qui décide de mettre la faute des scandales passés sur les gouvernements de Kokoïty et Brovtsev et de soutenir publiquement Tibilov.

#### Départ

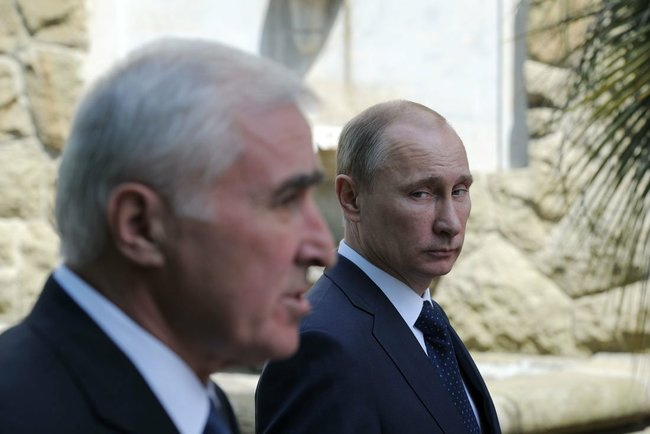
Poutine et Tibilov

Leonid Tibilov est assermenté comme président le 19 avril 2012 et Vadim Brovtsev démissionne de son poste de Premier ministre le même jour, menant à la démission automatique de son gouvernement. Il reste de jure le Premier ministre par intérim jusqu'à la nomination de Rostislav Khougaïev, le premier chef de gouvernement venant d'Ossétie du Sud depuis 2008. L'influence d'Edouard Kokoïty reste évidente lors de l’inauguration de Tibilov, qui refuse d'inviter le célèbre lutteur Djambolat Tadeev, un ancien critique du président. Brovtsev quitte alors la république séparatiste et retourne en Russie, où certains prédisent sa nomination comme gouverneur de Tcheliabinsk.
À la suite de son départ, le journal russe Novaya Gazeta dit qu'il « ne reste aucune trace du clan de Tcheliabinsk à Tskhinvali ». Plus aucune compagnie venant de l'Oural ne participe aux appels d'offres publics pour la reconstruction de l'Ossétie du Sud et les ministres russes repartent en Russie. Leonid Tibilov accuse Brovtsev de mauvaise administration du gouvernement sud-ossète à de nombreuses reprises. Il accuse bientôt l'ancien Premier ministre d'avoir causé un déficit budgétaire de 539 millions de roubles en 2012 en participant à une opération de blanchiment d'argent de grande ampleur. En 2013, le président sud-ossète déclare qu'avant son inauguration, le budget de 2012 de 1,45 milliard de roubles avait disparu sous la présidence de Brovtsev, causant une crise financière en Ossétie du Sud.

### Retour en Russie
En Ossétie du Sud, Leonid Tibilov forme une commission pour enquêter sur le détournement d'argent public sous l'administration de Brovtsev et ouvre 23 procédures judiciaires contre différentes compagnies de Tcheliabinsk. L'une des procédures est diligentée contre Ismahil Karimov, qui est accusé par le président Tibilov d'avoir quitté l'Ossétie du Sud précisément le jour où il a reçu une somme de 120 millions de roubles pour des travaux de construction qui n'ont jamais débuté. Les nouvelles autorités accusent régulièrement Brovtsev de détournements de fonds et Tibilov critique l'ancien Premier ministre pour avoir externalisé les services publics. Le 28 avril 2012, deux jours après la démission de Brovtsev, son ancien protecteur Viktor Bassarguine est limogé comme ministre du Développement régional de Russie, avant d'être envoyé comme Gouverneur de Perm dans l'Oural. L'adjoint de ce dernier, Roman Panov, est lui-même arrêté en Russie pour blanchiment d'argent quelques mois plus tard. Le Procureur de Russie ouvre également 72 procédures d'enquête contre des compagnies russes impliquées dans des faits de corruption sud-ossète.
Vadim Brovtsev retourne vivre temporairement à Oziorsk après son départ. Malgré certaines prédictions selon lesquelles il serait nommé administrateur municipal, il retourne dans le secteur privé, en tête de Vermikulit, qui reçoit en novembre 2012 un contrat pour construire un immeuble résidentiel de haute taille qui devient le sujet de scandales dans la communauté locale. Il reste impliqué dans certains sujets controversés à Tcheliabinsk et le 27 avril 2012, le jour de son retour à Oziorsk, la voiture de son père est brûlée. L'ancien Premier ministre ouvre deux agences de presse pour couvrir la politique locale et critiquer le maire Alexandre Kalinine et en novembre 2014, il organise une manifestation devant le FSB à Moscou contre Kalinine, accusé de travailler pour l'entrepreneur Igor Litovkine, compétiteur de Brovtsev.
En 2013, la compagnie de Brovtsev de construction basée à Novogorni ferme ses portes et deux projets immobiliers à Oziorsk sont annulés, ce qui mène les médias locaux à déclarer la « chute de l'empire de Brovtsev ». Depuis, il est impliqué dans un projet controversé de construction d'un hôtel au bord du lac Tourgoïak, malgré de nombreuses plaintes environnementales. À Sotchi, il est derrière un large projet de construction dans le district de Khosta, en violation des lois locales de planifications urbaines.
Vadim Brovtsev vit désormais à Sotchi, où il reste occupé dans le secteur de l'immobilier. En 2018, il refait surface quand il est impliqué dans un conflit avec l'un de ses locataires, le restaurant de luxe Baran-Rapan, à qui il coupe l'eau. Quelques jours plus tard, une fusillade endommage la façade du restaurant et certains accusent Brovtsev d'être derrière l'incident. Le conflit entre Brovtsev et Vladislav Krapoukhine, l'entrepreneur derrière Baran-Rapan et d'autres compagnies, dégénère quand ce dernier lance une campagne médiatique contre l'ancien premier ministre sud-ossète, l'accusant de le menacer pour accepter une augmentation illégale de ses loyers, tandis qu'Anatoli Pakhomov, ancien maire de Sotchi, accuse Brovtsev d'avoir des relations corrompues avec le gouvernement local. En avril 2020, Krapoukhine finit par vendre une partie de ses compagnies, mettant fin au conflit entre les deux.

### Vie privée
Vadim Vladimirovitch Brovtsev est marié et a deux enfants : une fille (née en 1993) et un fils (né en 1999). Il vit à Sotchi, en Russie, et ses loisirs incluent le judo, la nage et le tennis. Lors d'une interview avec l'agence de presse russe Ria Novosti, il dit : « J'aime passer du temps libre avec ma famille. Je dessine un peu et j'écris parfois de la poésie pour moi-même et pour un cercle restreint de personnes proches. J'essaie d'assister à des premières de théâtre chaque fois que possible. Je considère qu'il est important d'adopter un mode de vie sain, je l'exige de mes employés et subordonnés ».
Son livre favori est Le Sicilien par Mario Puzo. En tant que Premier ministre, il est connu pour avoir dit : « Le pouvoir doit non seulement être fort, mais aussi juste. La dictature du droit dans le contexte de l'ensemble du système de construction d'un État de droit sera la condition la plus importante pour la construction de l'Ossétie du Sud après la guerre ». Il est proche de nombreuses personnes notoirement liées au grand banditisme en Russie, dont Yevgueni Khrovov, criminel notoire proche du trafiquant d'armes Viktor Bout et assassiné en mars 2010. Ses proches incluent également Vladimir Miakouche, un géant de la métallurgie russe, et l'ancien vice-ministre du Développement régional de Russie Roman Panov. Ce dernier est possiblement derrière la nomination d'Andreï Nazarov comme Procureur d'Oziorsk : Nazarov sert d'adjoint au Procureur de Magnitogorski quand Panov y sert comme vice-président du Conseil municipal. Nazarov serait ainsi derrière l'arrêt des poursuites criminelles contre Brovtsev lors de l'exercice de ses fonctions de conseiller municipal d'Oziorsk.

## Historique électoral
- Élection pour la 23e circonscription de l'Assemblée législative de Tcheliabinsk du 24 décembre 2000[15] :
  - Vadim Vladimirovitch Brovtsev : 13,91 % (5 698)
  - Vitali Ivanovitch Sadovnikov : 62,46 % (25 589)
  - Pavel Guennadevitch Fedotov : 10,43 % (4 275)
  - Contre tous : 11,03 % (4 517)

- Élection pour la 10e circonscription du Conseil municipal d'Oziorsk du 24 décembre 2004[18] :
  - Vadim Vladimirovitch Brovtsev : 24,04 % (469)
  - Vera Mikhaïlovna Zavoroukhina : 11,43 % (223)
  - Timofeï Leonidovitch Fourajev : 23,58 % (460)
  - Ivan Mikhaïlovitch Chesternev : 13,79 % (269)
  - Contre tous : 24,81 % (484)

- Élection pour la 10e circonscription du Conseil municipal d'Oziorsk du 20 mars 2005[19] :
  - Vadim Vladimirovitch Brovtsev : 24,74 % (287)
  - Elena Gripekivna Efimovna : 5,69 % (66)
  - Vladimir Nikolaïevitch Kracheninikov : 3,71 % (43)
  - Oleg Vladimirovitch Lange : 9,14 % (106)
  - Vera Viktorovna Pesotskaïa : 5,60 % (65)
  - Konstantine Iourievitch Semenov : 5,86 % (68)
  - Andreï Nikolaïevitch Sinkine : 0.26 % (3)
  - Timofeï Leonidovitch Fourajev : 37,84 % (439)
  - Contre tous : 6,03 % (70)

- Vote de confirmation au Parlement d'Ossétie du Sud du 5 août 2009[24] :
  - Pour : 24
  - Contre : 3
  - Abstention : 7